# 中华全国铁路总工会
中华全国铁路总工会（简称“铁总”）是中国共产党領導的群眾團體，中华人民共和国铁路工会的领导机关。该机构在中国共产党中国国家铁路集团党组和中华全国总工会的领导下，依照中华人民共和国法律和《中国工会章程》，履行工会的“维护、建设、参与、教育”等各项职能，独立自主地开展工作，并且代表中国铁路工会参加国际工会活动。

## 沿革
中华全国铁路总工会是中国共产党领导的全国性产业工会组织，也是中国历史上建立最早的全国性产业工会之一。
毛泽东说：“中国工人运动还是从长辛店铁路工厂开始的”。五四运动前后，毛泽东担任湖南籍留法勤工俭学运动负责人，曾两次来到京汉铁路长辛店铁路工厂的留法勤工俭学长辛店高等法文专修馆预备科，教育引导在该校准备留法勤工俭学的青年学生们向铁路工人学习生产技能。1919年“五四”当天，长辛店高等法文专修馆预备科、长辛店铁路工厂艺员养成所、长辛店车务见习所的学员会合在一起，赶到北京城内与高校学生一道参加了五四爱国运动。1919年5月7日，长辛店铁路机厂铆工场铁匠史文彬，带领100多名工人，上街示威游行，组织罢工，开展反帝爱国斗争。1920年冬天，北京共产主义小组决定在长辛店开设了劳动补习学校。1921年5月1日，长辛店1000多名工人在长辛店娘娘宫召开庆祝“五一”国际劳动节大会，天津、保定等地的工人代表也专程前来参加，会上决定成立“长辛店铁路工人会”。会后，工人们举行了游行示威，散发传单，以及《五月一日》《工人的胜利》两本小册子，高呼“增长工资”“缩短工时”“工会是最好的法子”等口号。当时出版的《共产党》月刊评价长辛店工会：“五月间，他们组织了一个工会，……他们的努力，实可令人佩服，不愧乎北方劳动界的一颗明星。”这是中国工人阶级在中共领导下建立的第一个产业工会。1921年中共一大上，北京代表张国焘、刘仁静向大会汇报了长辛店劳动补习学校以及长辛店铁路工人会的情况，中共一大通过的《中国共产党第一个决议》，明确提出：“本党的基本任务是成立产业工会。……工人学校应逐渐变成工人政党的中心机构”。1921年8月11日在上海公开成立中国劳动组合书记部领导工人运动。李大钊派遣邓中夏在长辛店铁路工厂发展了史文彬、杨宝昆、王俊等第一批工人党员，1921年10月长辛店党小组成立，是中国铁路第一个党小组。由于长辛店铁路工会里混进了工头、员司、巡警，1921年10月20日长辛店机器厂、修车厂、工务厂代表召开联席会议，决定将工会改为“京汉铁路长辛店工人俱乐部”，并于1922年4月9日，召开长辛店工人俱乐部成立大会。“工人俱乐部”这种形式受到全国各地工人的效仿：“在中国职工运动的初期，‘工人俱乐部’这一名称，相习成风，成为当时全国各地（广州除外）工会通用的名称。”1921年10月，毛泽东赴安源了解煤矿与铁路工人生活；不久毛泽东派李立三来安源建立工人补习班，选拔党员入党。1922年8月中共长辛店党支部成立，先后派出党员和工运骨干到京汉各厂、站以及北方其他铁路线开展工作。1922年8月，邓中夏、史文彬等领导了京汉铁路长辛店工人俱乐部向长辛店机厂提出了增加工资、改善住宿条件等八项要求，并限工厂24小时之内答复，遭到拒绝后8月24日发动3000多铁路工人举行大罢工，取得极大胜利，在北方铁路各站引起巨大反响。京奉铁路、正太铁路、京绥铁路及山海关铁路工厂、粤汉铁路、津浦铁路、道清铁路、沪宁铁路、沪杭铁路、胶济铁路等各路，包括远及关外的中东铁路都相继举行了罢工。1922年9月14日，安源路矿大罢工。1922年，罗章龙到济南（大槐树）机车工厂开展工运，发展了工人李广义为共产党员。1923年2月4日京汉铁路总工会发动京汉铁路工人大罢工，全路3万多工人全体参与，长达1200多公里的铁路完全陷于瘫痪。2月7日直系军阀开枪镇压罢工工人，打死工人纠察队副队长葛树贵等51人、受伤近百人、入狱27人、开除千余人，成为中国工人运动第一个高潮顶点。为了保存实力，2月9日，京汉铁路总工会劝说工人复工，京汉铁路工人大罢工失败。二七大罢工的失败，让中共深刻认识到没有强有力的革命同盟者，只靠工人运动战胜帝国主义支持的军阀是不可能的。为此，中国共产党帮助孙中山改组国民党，开始了第一次国共合作推动国民革命。
1924年2月7日（二七大罢工周年纪念日），全国铁路工人第一次代表大会在北京秘密召开，京汉路、粤汉路、京绥路、株萍路、胶济路、津浦路等9条铁路20余人参会，大会决定在北京成立中华全国铁路总工会，并加入万国运输工人联合会。大会通过了《全国铁路总工会成立宣言》，指出全国铁路总工会的宗旨是：
一、改良生活增高地位，谋全体铁路工人之福利；
二、联络感情，实行互助，化除地域界限，排解工人相互争端；
三、增高知识，促进工人阶级的自觉；
四、帮助各路工人建立密切关系。
宣言同时提出：“工人亦国民一分子，所有救国救民以及反抗军阀官僚之横暴和外人之侵略等国民运动，亦视能力之所及，参加而促进之。”这是当时中国工人唯一的全国性革命性产业组织。1924年5月，由于中华全国铁路总工会的秘密会址被军阀查封而被迫停止活动；总部被迫迁至天津。1924年10月，冯玉祥发动北京政变后，中共领导人李大钊通过做冯玉祥的工作，成功将二七大罢工以来被捕入狱的工会领袖和工运骨干全部营救出来，中国北方的铁路工会组织迅速得到了恢复。截至1924年11月，中华全国铁路总工会已经组织工人44 800人。
1925年2月7日，全国铁路工人第二次代表大会在河南郑州召开，大会宣布正式重建中华全国铁路总工会。选举王荷波为委员长，张昆弟为总干事（后为邓培）。
1926年2月7日，全国铁路工人第三次代表大会在天津南市第一舞台（现东兴大街152号）召开。2月9日在法租界国民饭店二楼举行正式会议。与会者全国18条铁路的工人代表58人，代表着有组织的职工18万人。2月15日选举铁总执行委员13人，候补执行委员7人，选举邓培为委员长，罗章龙为总干事。2月16日三大闭幕。三大大会的宣言、决议、文件汇集为《铁总年鉴》秘密出版发行，目前孤本藏国家图书馆。同时出版《革命战士集》一书分为一、二两册。邓培作为全国铁路总工会总代表兼任铁总驻广东办事处主任，到广州工作，领导广东铁路工人积极支援省港大罢工和北伐战争，并被选为广东省总工会委员长。
1926年5月，中共中央职工委员会对铁路总工会提出改进工作的意见：强调注意工会中党的宣传和组织，各路负责同志应站在党的观点工作。1926年7月，中共中央四届三次扩大执委会《职工运动决议案》要求，“各级党部必须认定铁路工会的工作是该地党部职工运动中第一重要的工作”。全国铁路总工会多次发出指示要求各路铁路工人全力支援北伐军。1926年12月中旬，中共中央在汉口召开中央特别会议，要求对产业工人的斗争加以限制：“关于产业工人运动宜由罢工时代达到组织时代”。
1927年2月7日在汉口召开全国铁路工人第四次代表大会。1927年大革命失败，“四·一二事变”和“七·一五事变”中大量铁路党员、铁路工会分子遭捕杀，中华全国铁路总工会广东办事处、粤汉铁路总工会、沪宁铁路总工会、津浦铁路济南工厂工会等被查封。邓培在广州被杀害。中华全国铁路总工会被迫停止了公开活动，转入地下状态。1927年4月27日中共五大提出“铁路工人运动本为本党最早的工作，而且曾有伟大的斗争，因本党年来政策之极端与对此运动之轻视，到现在几乎完全放弃了，这是本党莫大的错误。以后应特别注意铁路工人，把铁总强大起来……”。1927年11月9日，瞿秋白领导召开中共临时中央政治局扩大会议，认为革命形势高涨，反对退却，继续进攻。领导津浦路、粤汉路等铁路工人罢工暴动以失败告终。在此影响下，济南大厂党支部因未执行暴动政策遭到解散。
1931年2月6日，铁总党团扩大会议申明：“在（中共六届）四中全会领导下，铁一般的忠实于（共产）国际的指示，加紧进行工作中真正的转变，去发展各铁路的群众工作，建立真正有群众的赤色工会的组织，站在几十万铁路工人的前面，准备与发动斗争……这样来执行国际的指示”。1931年铁总在天津停止活动。
1935年中共组建了华北铁路总工会筹备委员会。1936年中共中央北方局设立铁路工作委员会。
1949年1月28日，中央军委副主席朱德在石家庄召开的全国铁路工作会议上，宣布成立军委铁道部，任命滕代远为军委铁道部部长。滕代远根据当时在职工中流传的“解放军打到哪里，铁路就修到哪里”的豪言壮语提议，将它作为全国铁路职工的行动口号。他指出，“务必大家清楚的认识：今天的铁路是人民自己的铁路，是人民政府的铁路。铁路的员工过去当奴隶，今天是当了主人翁，一切铁路员工均应从思想上、态度上、责任上以革命的新的精神，以主人翁的资格爱护自己的铁路，努力把自己的工作做好，把自己的聪明智慧贡献给人民铁路事业，来建设新民主主义国家的铁路”。1949年5月1日，毛主席为《人民铁道》报亲笔题写刊名，首任铁道部部长滕代远发表了“建设新的人民铁道”的发刊词。1949年6月中华全国总工会《关于恢复全国铁路总工会的决定》。1949年7月1日至9日在北平召开全国铁路职工临时代表会议。朱德、董必武、林伯渠、薄一波、叶剑英、李立三、滕代远、吕正操、武竞天等出席开幕式。朱德指出，“在这总的形势下，摆在全国铁路职工面前的具体工作，就是迅速恢复全国原有铁路和建设新铁路，以支援人民解放战争的最后胜利，以推进生产事业的迅速发展，这就是我们铁路职工光荣的任务。”随后，毛泽东在中南海怀仁堂接见代表时号召，全体铁路职工紧紧依靠广大群众建设人民铁路。会议选出滕代远、吕正操、王鹤峰、李颉伯、阿平等53人组成中华全国铁路总工会筹备委员会，李颉伯、阿平任正、副主任。这次代表会议，实际上成了铁总重建大会。1950年2月，全国铁路总工会正式恢复设立，名称定为中国铁路工会全国委员会。1951年11月，中共中央发出《关于清理厂矿交通等企业中的反革命分子和在这些企业中开展民主改革的指示》；铁道部政治部向全路发出《关于发动群众进行民主改革的指示》，1952年7月全路民主改革运动完成，清除了反革命分子、封建把头、敌特破坏分子。1961年1月26日，中共中央在铁道部党组《关于在铁路系统建立政治工作部门和改进铁路管理体制的报告》上批示：“铁路是国民经济大动脉，是高度集中的企业，带有半军事性，必须把一切权力集中在铁道部。”
1978年，中国铁路工会全国委员会改名恢复为中华全国铁路总工会。

## 历届中国铁路工会全国代表大会
- 全国铁路工会第一次代表大会（1978年追认为中国铁路工会第一次全国代表大会），1924年2月7日，北京
- 全国铁路工会第二次代表大会（1978年追认为中国铁路工会第二次全国代表大会），1925年2月7日，郑州
- 全国铁路工会第三次代表大会（1978年追认为中国铁路工会第三次全国代表大会），1926年2月7日，天津
- 全国铁路工会第四次代表大会（1978年追认为中国铁路工会第四次全国代表大会），1927年2月7日，汉口

- 中国铁路工会第一次全国代表大会（1978年追认为中国铁路工会第五次全国代表大会），1950年2月7日，北京
- 中国铁路工会第二次全国代表大会（1978年追认为中国铁路工会第六次全国代表大会），1954年4月5日，北京
- 中国铁路工会第三次全国代表大会（1978年追认为中国铁路工会第七次全国代表大会），1958年4月7日，北京
- 中国铁路工会第四次全国代表大会（1978年追认为中国铁路工会第八次全国代表大会），1978年10月31日至11月8日，北京
- 中国铁路工会第九次全国代表大会，1986年12月19日至24日，北京
- 中国铁路工会第十次全国代表大会，1991年12月2日至24日，北京
- 中国铁路工会第十一次全国代表大会，1996年12月16日，北京
- 中国铁路工会第十二次全国代表大会，2003年6月24日至27日，北京
- 中国铁路工会第十三次全国代表大会，2009年11月5日至6日，北京
- 中国铁路工会第十四次全国代表大会，2015年5月26日至27日，北京[5]

## 历任领导

### 中华全国铁路总工会执行委员会委员长
- 孙云鹏（1924年—1925年）（第一届）
  - 副委员长：郭恒祥（1924年—1925年）
  - 总干事：张国焘（1924年—1925年）
- 王荷波（1925年—1926年）（第二届）
  - 副委员长：邓培、史文彬（1925年—1926年）
  - 总干事：张坤弟（1925年—1926年）
- 邓培（1926年—1927年）（第三届）
  - 总干事：罗章龙（1926年—1927年）

### 中华全国铁路总工会执行委员会总书记
- 王荷波（1927年）（第四届）

中华全国铁路总工会委员长徐兰芝（中共第六届中央候补委员）

### 中国铁路工会全国委员会主席
1. 李颉伯（1950年—1958年）（第五届、六届）
2. 王志杰（1958年—1978年）（第七届）

### 中华全国铁路总工会执行委员会主席
1. 王志杰（1978年—1983年3月）（第八届）
2. 吴楚（1983年3月—1986年）（第八届）
3. 冯祖椿（1986年—1996年）（第九届、十届）
4. 陈效达（1996年—1998年）（第十一届）
5. 黄四川（1999年—2006年）（第十一届、十二届）
6. 国一民（2006年—2010年） （第十二届、十三届）
7. 何玉华（2010年5月—2014年）（第十三届）[6]
8. 余卓民（2014年—）（第十三届、十四届）[7]